# Nathan Healey
Nathan Healey (ur. 27 lutego 1980 w Gosford) – australijski tenisista i trener tenisa.

## Kariera tenisowa
Karierę zawodową rozpoczął w roku 1998, skupiając swoje umiejętności głównie na grze deblowej. Australijczyk wygrał łącznie 3 turnieje rangi ATP World Tour w grze podwójnej. Pierwszy triumf odniósł w roku 2001, wspólnie z Paulem Hanleyem, w Sopocie. Drugie zwycięstwo turniejowe Healeya miało miejsce w Sydney na początku sezonu 2003, gdzie ponownie grał w parze z Hanleyem, natomiast trzeci wygrany turniej Australijczyk zdobył w Pekinie, gdzie partnerem deblowym Healeya był Justin Gimelstob. Ponadto był uczestnikiem 3 innych finałów, w Tokio (sezon 2001 w parze z Hanleyem), Sopot (2001 z Jeffem Coetzeem) oraz Newport (2007 w parze z Igorem Kunicynem).
Najwyżej sklasyfikowany w zestawieniu deblistów był na 58. miejscu w lutym 2003 roku.
We wrześniu 2009 roku Healey został trenerem Lleytona Hewitta, byłego lidera rankingu światowego singlistów, jednak rok później zrezygnował z tej funkcji z powodów rodzinnych.

### Finały w turniejach ATP World Tour
| Legenda                       |
| Wielki Szlem                  |
| Tennis Masters Cup            |
| ATP Masters Series            |
| Igrzyska olimpijskie          |
| ATP International Series Gold |
| ATP International Series      |

#### Gra podwójna (3–3)
| Końcowy wynik | Nr | Data                | Turniej | Nawierzchnia | Partner          | Przeciwnicy                    | Wynik finału        |
| ------------- | -- | ------------------- | ------- | ------------ | ---------------- | ------------------------------ | ------------------- |
| Zwycięzca     | 1. | 29 lipca 2001       | Sopot   | Ceglana      | Paul Hanley      | Irakli Labadze Attila Sávolt   | 7:6(10), 6:2        |
| Finalista     | 2. | 7 października 2001 | Tokio   | Twarda       | Paul Hanley      | Rick Leach David Macpherson    | 6:1, 6:7(6), 6:7(4) |
| Finalista     | 2. | 28 lipca 2002       | Sopot   | Ceglana      | Jeff Coetzee     | František Čermák Leoš Friedl   | 5:7, 5:7            |
| Zwycięzca     | 2. | 12 stycznia 2003    | Sydney  | Twarda       | Paul Hanley      | Mahesh Bhupathi Joshua Eagle   | 7:6(3), 6:4         |
| Zwycięzca     | 3. | 18 września 2005    | Pekin   | Twarda       | Justin Gimelstob | Dmitrij Tursunow Michaił Jużny | 4:6, 6:3, 6:2       |
| Finalista     | 3. | 15 lipca 2007       | Newport | Trawiasta    | Igor Kunicyn     | Jordan Kerr Jim Thomas         | 3:6, 5:7            |